# زندان

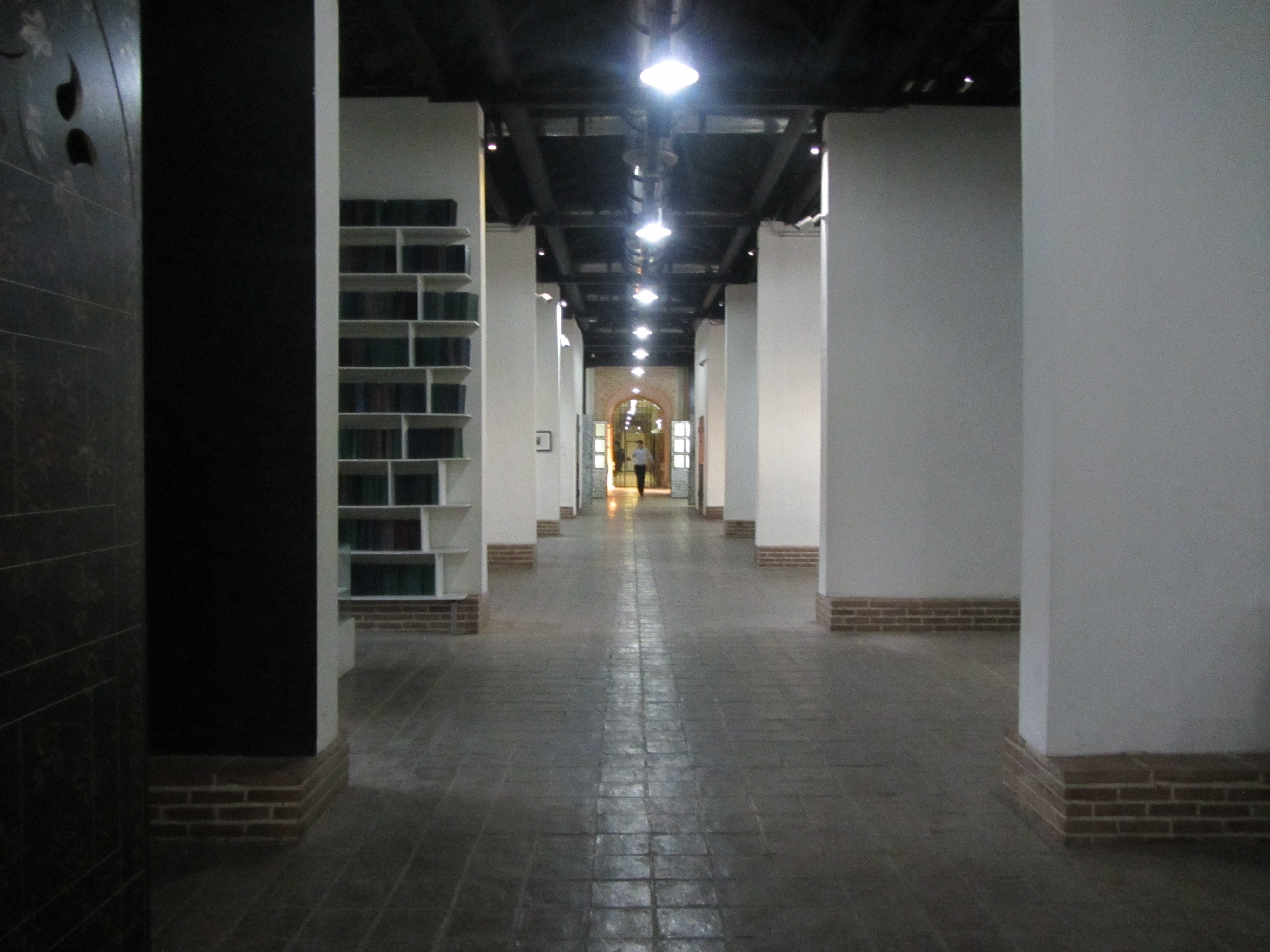
زندان محیطی آسیب‌زا است که تعداد زیادی از افراد به سبب مشکلات اجتماعی، تربیتی و روحی در آن‌جا به اجبار، جمع شده‌اند.

زِندان، در فارسی افغانستان بندی‌خانه یا نِدامَتگاه مکانی است که اشخاص از نظر فیزیکی، محدود و توقیف و معمولاً از آزادی‌های شخصی محروم می‌شوند. زندان‌ها به‌طور قراردادی، سازمان‌هایی هستند که بخشی از نظام دادگستری یک کشور محسوب می‌شوند و به منظور اجرای کیفر حبس، به‌عنوان یک مجازات قانونی که به صورت حکم از سوی دادگاه صادر شده‌است، به دلیل ارتکاب جرم بکار می‌روند.
به کسی که در زندان خدمت می‌کند و وظیفهٔ حفاظت از زندانیان را بر عهده دارد، زندانبان و به کسانی که در زندان محبوس هستند زندانی می‌گویند. گاهی واژه زندانبان به تمام افرادی که در زندان یا سازمان زندان‌ها کار می‌کنند گفته می‌شود.
زندان‌های بزرگ به بخش‌هایی تقسیم می‌شوند که هر بخش، یک بند نام دارد. در زندان‌های بزرگ قسمت‌هایی مانند اندرزگاه، سالن، هواخوری، سلول انفرادی، و بهداری نیز وجود دارد.

## ریشه‌شناسی
زندان در لغت‌نامه دهخدا: زندان جایی است که متهمان و محکومان را در آن نگاهدارند. این کلمه در فرهنگستان زبان و ادب فارسی به جای حبس پذیرفته شده‌است. در زبان پهلوی «زیندان»، ارمنی «زندن»، اوسِتی «زیندون» … محبس، جایی که گناهکاران را در آنجا توقیف کنند. بندی‌خانه. سجن. دوستاخ. دوستاق‌خانه. بند. حصیر. محبس. سجن. دوستاق.
این واژه در فرهنگ عمید به معنای بندیخانه، محبس خانه و قیدخانه، جایی که محکومان و تبهکاران را در آنجا نگهداری می‌کنند و محبس است.
در بیان عامیانه در خیلی از کشورها، واژه زندان به عنوان یک مترادف برای بازداشتگاه یا به فارسی افغانستان نظارت خانه نیز بکار می‌رود. در حالی که از نظر قانونی این واژه‌ها به دو نهاد مختلف اختصاص دارند. بازداشتگاه‌ها محل نگهداری اشخاص متهم است که در بازداشت موقت هستند و در انتظار محاکمه‌اند یا هنوز حکم قطعی به آن‌ها ابلاغ نشده‌است، که چند روز یا چند ماه آنجا در حبس هستند. در صورتی که زندان‌ها میزبان اشخاص مجرم است که دارای حکم قطعی می‌باشند و چند ماه یا چند سال آنجا در حبس هستند.

### تعریف زندان و بازداشتگاه در قانون جمهوری اسلامی ایران
در آیین‌نامه اجرایی سازمان زندانها و اقدامات تأمینی و تربیتی کشور (مصوب ۱۳۸۴/۹/۲۰) در تعریف زندان آمده‌است: 
زندان محلی است که در آن محکومانی که حکم آنان قطعی شده‌است با معرفی مقامات قضایی صلاحیت‌دار قضایی و قانونی برای مدت معین یا به‌طور دایم به منظور تحمل کیفر، با هدف حرفه‌آموزی، بازپروری و بازسازگاری نگهداری می‌شوند.
در همین آیین‌نامه بازداشتگاه اینگونه تعریف شده‌است:
بازداشتگاه، محل نگهداری متهمانی است که با قرار کتبی مقامهای صلاحیت‌دار قضایی تا اتخاذ تصمیم نهایی به آنجا معرفی می‌شوند.

### زندانی

نقشه جهانی تعداد زندانیان به ازای هر ۱۰۰۰۰۰ شهروند را بر اساس کشور نشان می‌دهد. ایالات متحده هم بزرگ‌ترین جمعیت زندانی جهان و هم بالاترین نرخ سرانه حبس در جهان را دارد.

در قانون به افرادی که در زندان به‌عنوان یک کیفر که به صورت حکم از سوی دادگاه صادر شده‌است، که به دلیل ارتکاب جرم بکار می‌روند، از نظر فیزیکی محدود و توقیف و معمولاً از آزادی‌های شخصی محروم می‌شوند، زندانی گفته می‌شود.
در نظام حقوقی فقه در ایران عفو و مرخصی‌ها به زندانی‌هایی تعلق می‌گیرد که مجدداً به کارهای خلاف روی نمی‌آورند و می‌توانند از مرخصی خود استفاده کنند.
به گفتهٔ معاون منابع انسانی قوه قضاییه (تا ابتدای سال ۱۳۹۵) حدود ۲۰۰ هزار زندانی در ایران وجود دارد.

## نگهداری کودکان در زندان‌های زنانه در ایران به همراه مادران
در ایران بر اساس قانون زندان‌ها مادران مجرم مجازند کودکان و نوجوانان خود را تا۱۴سالگی به همراه خود به زندان ببرد.

## اصطلاح‌ها
اصطلاح‌های گوناگونی میان زندانی‌ها در زندان‌های جهان رایج است. اصطلاح زیر هشت در زبان فارسی میان زندانی‌های ایرانی به معنای محل نگهبانی یا محل افسر نگهبان است. اصطلاح زیر هشت در زندانِ قصر رایج شد؛ زیرا محلِ استقرارِ نگهبانان در تقاطعِ هشت راهروی زندان بود و هم‌اکنون نیز این اصطلاح بسیار در زندان‌ها به‌خصوص رجایی شهر کاربرد گسترده‌ای دارد.

## جایگزینی حبس زیر ۳ ماه

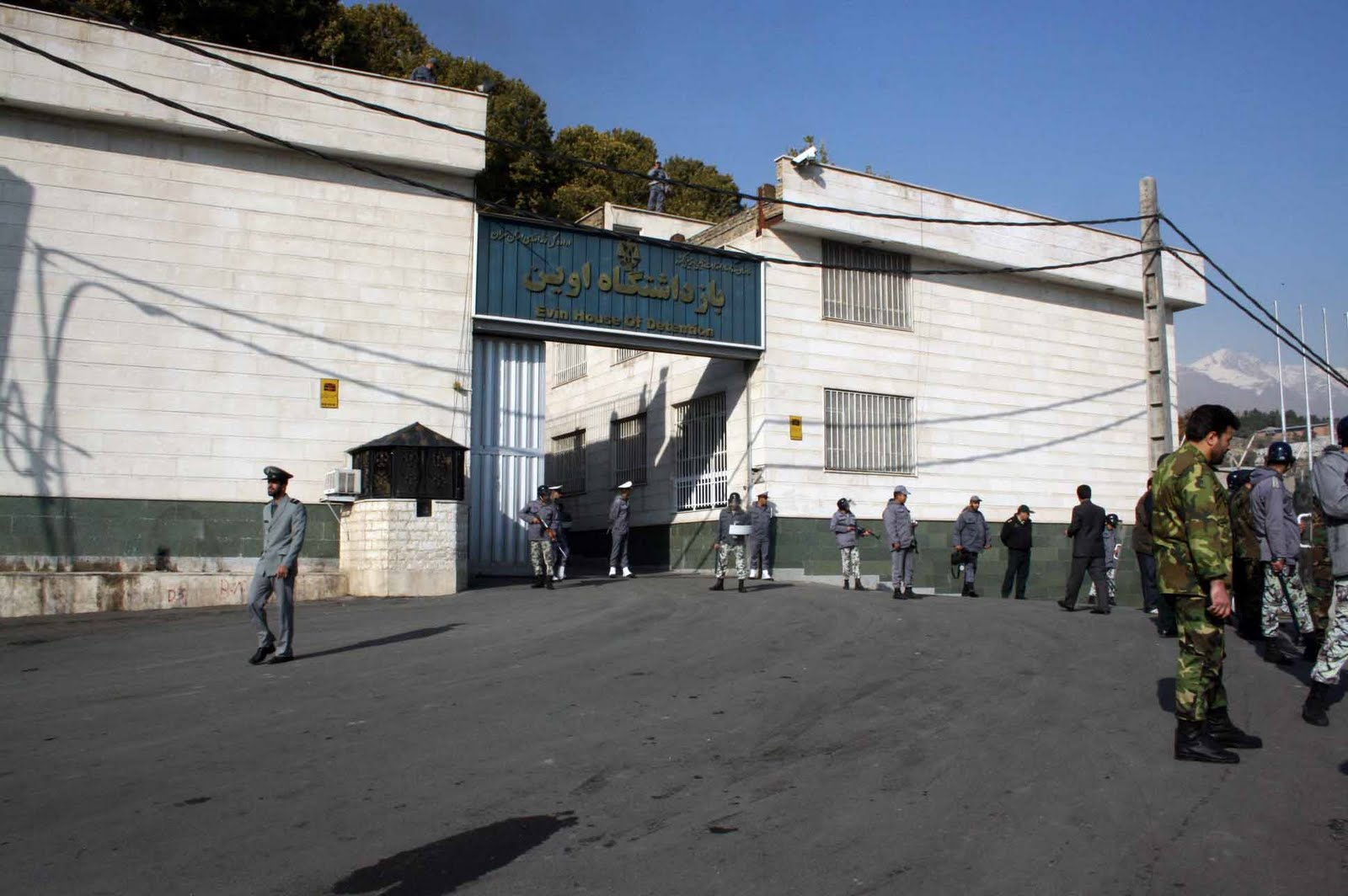
زندان اوین - محل حبس زندانیان سیاسی

طبق رأی دیوان عالی کشور بایست برای مجازات‌های با حبس کمتر از ۳ ماه مجازات جایگزین در نظر گرفته شود.
با هر شرایطی مجازات زیر ۳ماه باید با مجازات دیگری جایگزین شود که حبس و جرائم غیرعمد دیگر نیاز به گذشت شاکی خصوصی وجود نداشته و همه دادگاه‌ها موظف هستند مجازاتی را جایگزین مجازات حبس کنند.

## نگارخانه

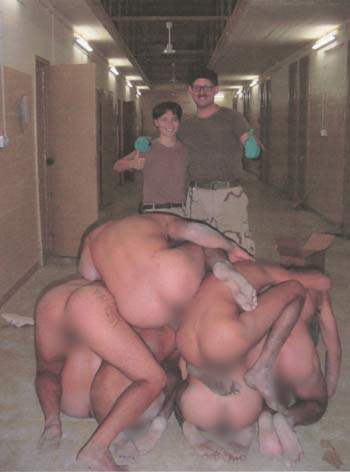
شکنجه و آزار زندانیان ابوغریب